# Искатели приключений в космосе
Uchūsen Sagittarius (яп. 宇宙船サジタリウス Утю:сэн Садзитариусу, Искатели приключений в космосе) — японский аниме-сериал, выпущенный студией Nippon Animation. Транслировался по телеканалу TV Asahi с 19 января 1986 года по 3 октября 1987 года. Всего выпущено 77 серий. Сериал также транслировался на территории Франции и Германии.
Сериал создан по мотивам итальянского комикса Altri Mondi, созданного Андреа Ромоли.

## Сюжет
Сюжет разворачивается в будущем, где 4 астронавта путешествуют по космосу и посещают разные планеты. На каждой из них они находят новые приключения, которые учат зрителя морали, ценности дружбы, важности проблемы охраны окружающей среды, исчезающих видов, опасности ядерной войны, алкоголизма и многого другого.
Действие происходит в конце 21 века, тут есть космические корабли, лазерные пушки, однако сериал 80-х годов говорит за себя: здесь нет интернета, в сериале используются устаревшие технологии, например, дискеты для хранения памяти. Также корабли в качестве топлива используют нефть, хотя космический корабль может достигнуть другой планеты за несколько часов. Примечательно, что на каждой планете можно дышать.

## Список персонажей
Топпи (яп. トッピー)
Сэйю: Бин Симада
Лидер команды, у него есть супруга и новорожденная дочь. Выполняет роль стратега в команде и разрабатывает планы. Часто ссорится с Раном. В начале истории был пилотом, работающим на пространственное агентство.
Рана (яп. ラナ)
Сэйю: Кэньити Огата
Антропоморфная лягушка, имеет 7 детей, которые его сильно любят. Профессиональный космический пилот, который долгое время не мог найти себе достойную работу и был вынужден ранее работать в плохих условиях. Самый вспыльчивый в группе, любит флиртовать с женщинами и любит лазанью.
Жираф (яп. ジラフ)
Сэйю: Ёку Сиоя
Самый высокий и мудрый среди членов экипажа. Учёный, многое знает о химии, ботанике, физике и прочем. Холостой, но безнадёжно влюблён в Анну в течение всей истории. Рана часто издевается над ним.
Сибип (яп. シビップ)
Сэйю: Мицуко Хориэ
Антропоморфное растение, похожее на кактус, всегда весёлый. Главные герои нашли его на одной из планет во время своих приключений. Всегда ходит с гитарой за спиной, любит танцевать и петь, часто начинает играть на гитаре.
Анна (яп. アン教授)
Сэйю: Мая Окамото
Единственная женщина в команде. Как и Жираф, она учёный. Испытывает к нему взаимную любовь, хотя иногда и разводит его на ништяки
.